# 斉藤ゆり
斉藤 ゆり（さいとう ゆり、1979年12月25日 - ）は、日本のタレント。本名：木谷 真規（きたに まき）。東京都葛飾区出身。芸能プロダクションで制作会社のエクセリング（旧社名：リング）及びレイワジャパンの代表取締役でもあり、TV番組や映画のプロデューサーでもある。日本喜劇人協会の最年少役員として森光子の後任、監事を務めている。既婚。

## 人物
- テニスが得意で、オーストラリアで優勝したことがあるという。
- 透視能力があり、電波少年「地球防衛軍ピンク」として嗅覚でカードのマークをあてる特技があり、最近では、おでこの匂い占いに定評がある。
- 1998年、18歳の頃に大手自動車メーカーの最終面接を控えたある日に『進ぬ!電波少年』で「ピンクが似合う超能力がある人募集」の告知を見て、「ピンク色は元々好きで、自分は小さい頃にトランプのカードの匂いで神経衰弱を当てる特技を持っていた」ことを思い出し、履歴書を送ったところオーディションに呼ばれる。しかしそのオーディションの日時はその自動車メーカーの最終面接と同日同時刻で、そこで初めて両親や友人に打ち明けたという。当時は就職氷河期だったこともあって誰もが自動車メーカーの面接に行くように推されたが、悩んだ結果、自動車メーカーの方を辞退し電波少年のオーディションへ。オーディションでは伏せられた5枚のカードの中1枚だけの当たりカードを引き当てることに成功し、電波少年の出演が決まった[1]。なお当人は元々以前から芸能の道に進みたいとずっと思っていたという[1]。
- ギネスブックに認定された高さ22.9mの巨大ブランコに乗って結婚式を挙げた。

## プロデューサー・役員就任歴
- 2012年 - 映像実演権利者合同機構（PRE） 常務理事
- 2013年 - 実演家著作隣接権センター委員会（CPRA運営委員会）
- 2014年 - 映画「振り子」プロデューサー ロサンゼルス日本映画祭 監督賞 受賞作品
- 2015年 - 映像コンテンツ権利処理機構（aRma） 理事
- 2015年 - TOKYO美老人ファッションショー（総指揮）
- 2016年 - 映画「fuji_jukai.mov」プロデューサー　第8回沖縄国際映画祭 上映作品
- 2018年 - TBS「1番だけが知っている」担当プロデューサー
- 2018年 - TBS「じょんのび日本遺産」キャスティングプロデューサー
- 2018年 - 映画「銃」プロデューサー（2018年11月公開）
- 2019年 - 映画「凜-りん-」プロデューサー（2019年2月22日公開）
- 2019年 - 映画「エリカ38」プロデューサー（2019年6月7日公開）
- 2020年 - 映画「銃2020」プロデューサー（2020年7月10日公開）
- 2020年 - TBS「中居大輔と本田翼と夜な夜なラブ子さん」制作プロデューサー
- 2020年 - TBS「有田プレビュールーム」制作プロデューサー
- 2020年 - TBS「生放送で満点出せるかカラオケ100点音楽祭」制作プロデューサー
- 2021年 - 映画「女たち」プロデューサー（2021年春公開）
- 2024年 - 映画「18歳のおとなたち」プロデューサー（2024年3月1日公開）全国55館

## 経歴
- 1999年 - 日本テレビ系『進ぬ!電波少年』の企画「電波少年的地球防衛軍」において、ピンク・五択の斉藤としてデビュー。
- 2000年 - 萩本欽一演出による『地球防衛軍ショー』で日本を縦断。サンプラザ中野くんプロデュースでCDをリリース。
- 2001年 - 同番組の企画「15少女漂流記」で無人島生活を送る。久保田利伸プロデュースでCDをリリース。
- 2002年 - ミュージカルのヒロインに抜擢され、舞台を中心に活動。
- 2004年 - テレビ朝日系ドラマ『エースをねらえ!』に出演する傍ら、自ら執筆したという脚本が舞台化となり、座長公演を行う。
- 2005年 - 今まで所属していたプロダクションの代表取締役に就任。芸能スクールを開校。
- 2006年 - 20代女社長として出演。
- 2007年 - 社団法人日本喜劇人協会の最年少役員（監事）に就任。森光子の後任となる。
- 2008年 - 現在の社名、株式会社エクセリングに社名変更。
- 2011年 - テレビディレクターの千田幸博と結婚[2]。
- 2017年 - 家、ついて行ってイイですか? にたまたま出演（新小岩駅 にて）。
- 2019年 - 株式会社エクセリングからタレント部門を株式会社レイワジャパンに分社化。
- 2023年 - しゃべくり007 クイズ！私のこと覚えてますか？いとうあさこ再会SP

## 出演・活動

### バラエティ・情報番組
- 進ぬ!電波少年（日本テレビ）
- THE夜もヒッパレ（日本テレビ）
- メレンゲの気持ち（日本テレビ）
- NNNニュースプラス1（日本テレビ）
- NNNニュースリアルタイム（日本テレビ）
- 海外ツアー大王（BSフジ）
- 明石家くりぃむランド（ABC）
- 2時っチャオ!（TBS）
- 踊る!さんま御殿!!（日本テレビ）

### ドラマ
- エースをねらえ!（テレビ朝日）

### 映画・Vシネマ・ネットシネマ
- ドラッグストア・ガール（松竹）
- 下妻物語（東宝）
- ぷりてぃ・ウーマン（シネカノン）
- 歌舞伎町案内人（キネマスターフィルム）
- 負け犬結婚相談所（レッドライスメディウム）
- 麻雀飛龍伝説 天牌III（ソフトガレージ）
- 麻雀飛龍伝説 天牌IV（ソフトガレージ）
- フィッシングマスター 釣神2（ケイエスエス）
- ON THE WAY（永伊プロダクション）

### 舞台
- 地球防衛軍ショーワールドツアー（シドニー・オペラハウス、日本公演）
- Ring a Bell（かめありリリオーホール） - 企画・脚本・主演
- 民営か!?（かめありリリオホール） - 主演
- 嗚呼!!花の応援団（原作：どおくまん/シアターサンモール）
- 大新撰組（シアターサンモール）
- エストレリータ〜小さな星に願いを〜（東京芸術劇場） - ヒロイン
- I2〜アイツー8月の木の下で〜（シアターVアカサカ）
- 極天の毅魂（六行会ホール）

### CM
- 仙台銀行（イメージキャラクター）
- かぐらみつまたスキー場

### ゲスト講義・講演活動
- 日本大学
- 東放学園
- 東京スクールオブミュージック タレントコース
- 東京スクールオブミュージック DJ / リポーターコース
- 自己啓発セミナー・超能力講座

ほか

## 作品

### CD
- てぇへんだ!!The Earth（Sony Records、作詞：サンプラザ中野、作曲：パッパラー河合）
- vibe,survive（久保田利伸プロデュース） - 音楽ユニット・8/15として。

### 書籍
- 「ツイてる!」の法則（2008年、ISBN 9784860632632） - 「木谷真規」名義